# Juncacee
Juncaceele (Juncaceae), numite și joncacee, iuncacee, este o familie de plante monocotiledonate (din ordinul Poales) erbacee, anuale sau perene, răspândite în regiunile temperate și reci ale globului, mai ales pe terenurile umede și mlăștinoase. Juncaceele cuprind 7 genuri și cca 440 specii, dintre care în Europa numai genurile Juncus și Luzula. Au frunze alterne, vaginate, cu limbul (lamina) în formă de jgheab sau plan, uneori îngust cilindrice, neted sau striat, rareori noduros, cele bazale adeseori reduse la vagine sau teci. Tulpina este cilindrică sau comprimată, frunzoasă mai ales spre bază, adeseori numai cu vaginile frunzelor; adeseori cu rizomi. Inflorescența cimoasă formată din dihazii sau monohazii, alcătuind o antelă caracteristică pentru această familie. Florile sunt mici, bisexuate (hermafrodite), excepțional unisexuate, trimere, radiar simetrice (actinomorfe), solitare sau reunite în glomerule, adeseori însoțite de bracteole sau profile. Perigonul este sepaloid, solziform, format din 6 foliole mai mult sau mai puțin scarioase, de culoare castanie, rar galbenă, purpurie sau albă, cu marginea membranoasă;  foliole sunt dispuse câte 3 în 2 verticile. Androceul este alcătuit din 6 stamine, rareori 3 (Juncus bulbosus, Juncus inflexus), când ciclul intern este redus la staminodii rudimentare. Anterele sunt biloculare, cu polenul reunit în tetrade. Gineceul cu ovar superior format din 3 carpele (tricarpelar) cu ovule răsturnate (anatrope sau apotrope), numeroase sau numai 3;  stilul cu 3 stigmate filiforme. Formula florală este ⚥✴ P3+3 A3+3; G(3). Polenizarea este anemofilă,  rareori entomofilă. Fructul este o capsulă loculicidă cu semințe mici și numeroase, sau numai cu 3 semințe mari. Placentația este parietală (Juncus) sau centrală (Luzula); tegumentul seminal adeseori transformat într-un organ veziculos plin cu materii de rezervă uleioase (elaiosom).

## Specii din România
Flora spontană a României conține 35 de specii, 24 aparținând genului Juncus și 11 genului Luzula, care  vegetează prin mlaștini, pajiști și păduri umede, de la șes până pe vârful munților.
- Juncus = Pipirig
  - Juncus acutiflorus = Pipirig de pădure
  - Juncus alpinoarticulatus = Pipirig de munte
  - Juncus articulatus = (Pipirig)
  - Juncus atratus = Pipirig negru
  - Juncus bufonius = Iarba broștei, Iarba bivolului
  - Juncus bulbosus = (Pipirig)
  - Juncus capitatus = (Pipirig)
  - Juncus castaneus = (Pipirig)
  - Juncus compressus = (Pipirig)
  - Juncus conglomeratus = (Pipirig)
  - Juncus dudleyi = (Pipirig)
  - Juncus effusus = Spetează
  - Juncus filiformis = (Pipirig)
  - Juncus gerardi = (Pipirig)
  - Juncus inflexus = Pipirig, Rugină
  - Juncus littoralis = (Pipirig de mare)
  - Juncus maritimus = Pipirig de mare
  - Juncus minutulus = (Pipirig)
  - Juncus ranarius = (Pipirig)
  - Juncus subnodulosus = (Pipirig)
  - Juncus tenuis = Pipirig american
  - Juncus thomasii = (Pipirig)
  - Juncus trifidus = Părul porcului
  - Juncus triglumis = (Pipirig)
- Luzula = Horști
  - Luzula alpinopilosa = Horști
  - Luzula campestris = Mălaiul cucului
  - Luzula forsteri = (Horști)
  - Luzula luzulina = (Horști)
  - Luzula luzuloides = (Mălaiul cucului)
  - Luzula multiflora = (Horști)
  - Luzula pallidula = (Horști)
  - Luzula pilosa = (Mălaiul cucului)
  - Luzula spicata = (Horști)
  - Luzula sudetica = Credei de munte
  - Luzula sylvatica = (Horști)

## Specii din Republica Moldova
Flora Republicii Moldova conține 17 de specii spontane ce aparțin la 2 genuri:
- Juncus
  - Juncus atratus  Krock. = Pipirig оnegrit
  - Juncus filiformis  L.  = Pipirig
  - Juncus nastanthus  V.Krecz. et Gontsch. = Pipirig
  - Juncus ranarius  Song et Perrier ex Billot = Pipirig
  - Juncus tenageia  Ehrh.et L. Fil. = Pipirig de malaștină
  - Juncus articulatus  L. = Pipirig articulat
  - Juncus bufonius  L. = Pipirigul broaștei
  - Juncus compressus  Jacq. = Pipirig turtit
  - Juncus effusus  L. = Pipirig efuz, Spetează
  - Juncus gerardii  Loisel. = Pipirig Jerar, Pipirig gerard
  - Juncus inflexus  L. = Pipirig inflexat, Rugină
  - Juncus tenuis Willd.  = Pipirig subțire
- Luzula
  - Luzula campestris  (L.) DC. = Mălaiul cucului de câmp
  - Luzula multiflora  (Retz.) Lej. = Păduniță
  - Juncus conglomeratus  L. = Pipiring conglomerat
  - Luzula pilosa  (L.) Willd. = Mălaiul cucului pilos
  - Luzula pallescens  Sw. = Mălaiul cucului palescent